# Dreams from above
「dreams from above」（ドリームズ・フロム・アバヴ）は、日本の音楽ユニット・globeとベルギーのDJ・プッシュ（Push）がglobe vs push名義で発表したコラボレーション・シングル。2002年7月31日にavex globeから発売された。

## 解説
TBS系独占放送『世界バレー2002』テーマソング。
globeが2002年にベルギーのトランスDJ・プッシュとのコラボレーションで製作した楽曲で、CDの発売に先駆けてライブで披露された。『Lights2』収録の「TRANSCONTINENTAL WAY」をリミックスした楽曲「TRANCEFORMATION」と新曲「dreams from above」を作り、「dreams from above」を本シングルとして発売し、「TRANCEFORMATION」をプッシュのアルバム「STRANGE WORLD」に収録した。
ミュージック・ビデオはライブ映像とglobeロゴのCG映像を混ぜたもので、音源のサイズが4分程度に短縮されている。
globeの作品では初めてコピーコントロールCD（CCCD）が導入された。

## 収録曲
| 全作詞・作曲・編曲: 小室哲哉・M.I.K.E.。 |                                                                                  |                      |                      |       |      |
| #                                        | タイトル                                                                         | 作詞                 | 作曲・編曲           | RAP詞 | 時間 |
| 1.                                       | 「dreams from above (Cyber TRANCE ORIGINAL MIX～aka push vs globe SYNERGY MIX)」 | 小室哲哉 ・ M.I.K.E. | 小室哲哉 ・ M.I.K.E. |       | 8:12 |
| 2.                                       | 「dreams from above (TK MIX)」                                                   | 小室哲哉 ・ M.I.K.E. | 小室哲哉 ・ M.I.K.E. | MARC  | 9:07 |
| 3.                                       | 「dreams from above (push EUROPEAN MIX)」                                        | 小室哲哉 ・ M.I.K.E. | 小室哲哉 ・ M.I.K.E. |       | 8:10 |
| 4.                                       | 「dreams from above (Cyber TRANCE INSTRUMENTAL)」                                | 小室哲哉 ・ M.I.K.E. | 小室哲哉 ・ M.I.K.E. |       | 8:12 |
| 合計時間:                                | 合計時間:                                                                        | 合計時間:            | 33:41                |       |      |

## クレジット
- Mixing & Production : M.I.K.E., 小室哲哉
- Mastered : 前田康二
- Recorded : M.I.K.E., 若公俊広, 佐竹央行
- Marc's Rap Recorded : 亀田真隆, Chami(245 experience)
- Synthesizer Programming : 岩佐俊秀
- A&R : 佐々木淳
- Executive Produced : 松浦勝人
- Music Production : にしむらりき
- Art Direction : 小宮山壮
- Design : 正木彩, 小宮山壮

## 収録アルバム
dreams from above (TK MIX)
- global trance 2
- global trance best（ノンストップミックスバージョン）